# 小行星6728
小行星6728（英語：6728）是一颗围绕太阳公转的小行星。1991年10月18日，上田清二、金田宏在钏路市发现了此天体。
这颗小行星的绝对星等为20.54184890462228等。